# Koniowiec (dolina)

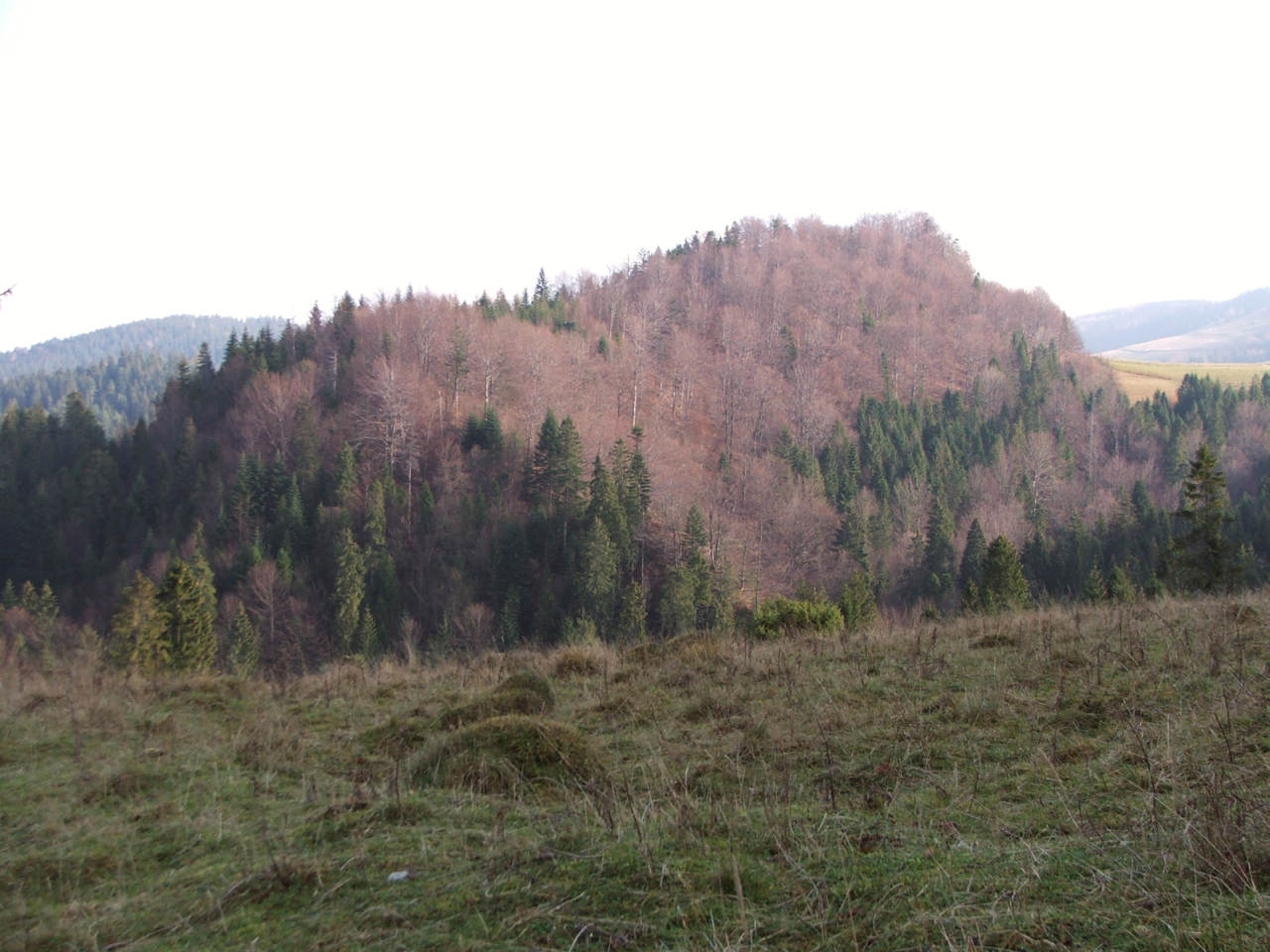
Widok od zachodu na Koniowiec oraz szczyty Homole i Skała

Koniowiec – dolinka potoku Koniowiec w Małych Pieninach, w obrębie wsi Jaworki w województwie małopolskim, w powiecie nowotarskim, w gminie miejsko-wiejskiej Szczawnica. Jej prawe zbocza tworzą szczyty Skała (832 m) i Homole (732 m), lewe niski grzbiet odgałęziający się na północ od Durbaszki. Na grzbiecie tym znajdują się Czerszlowe Skałki i Koniowska Skała.
Tylko najwyższa część doliny Koniowiec to łąka Bukowinka, większość doliny porasta las.